# Rosso cardinale
Rosso cardinale è una tonalità di rosso molto vivida. Tale tonalità di rosso era usata dalle casacche indossate dai cardinali, da cui il nome.